# San Pedro Mártir (Toledo)

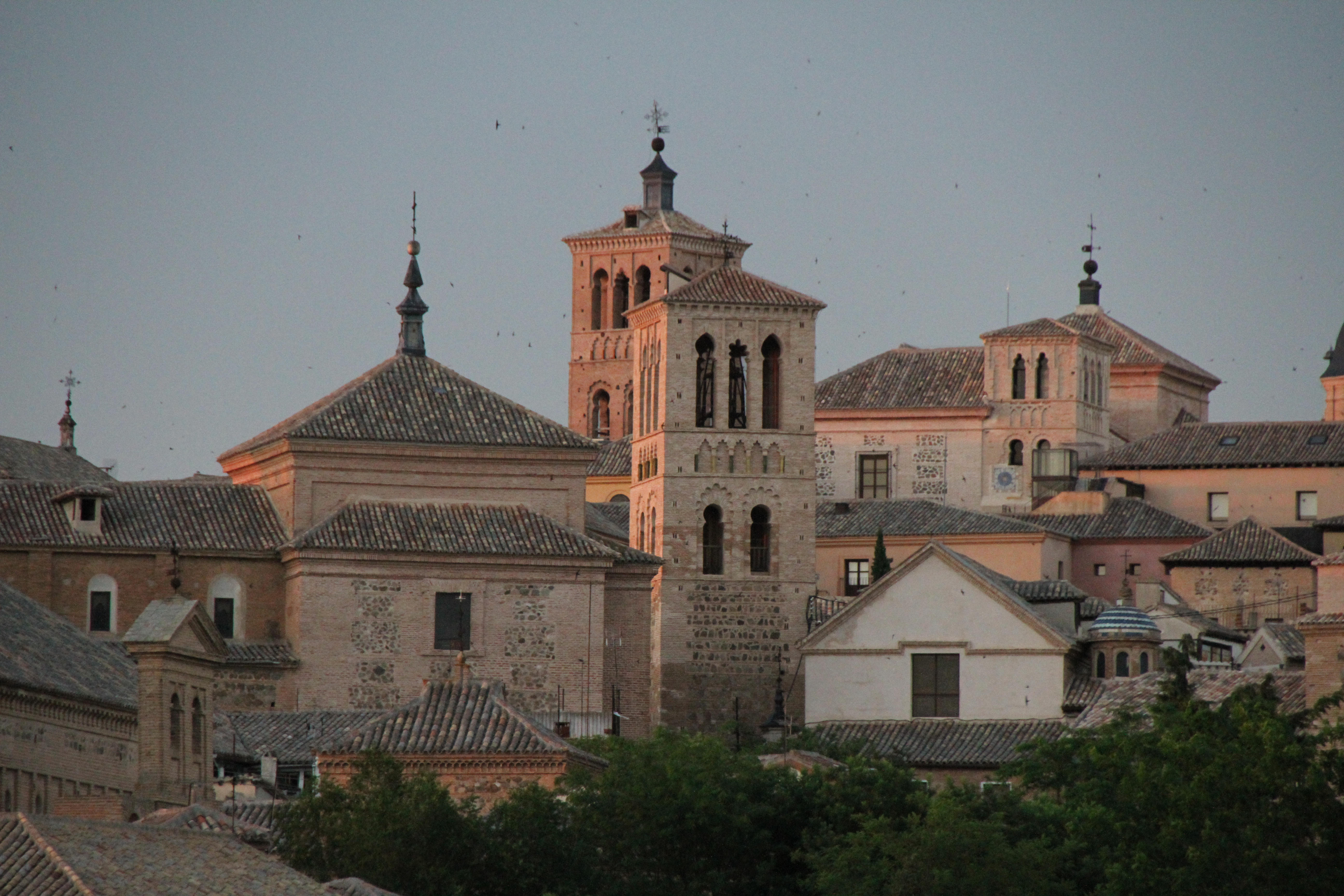
San Pedro Mártir

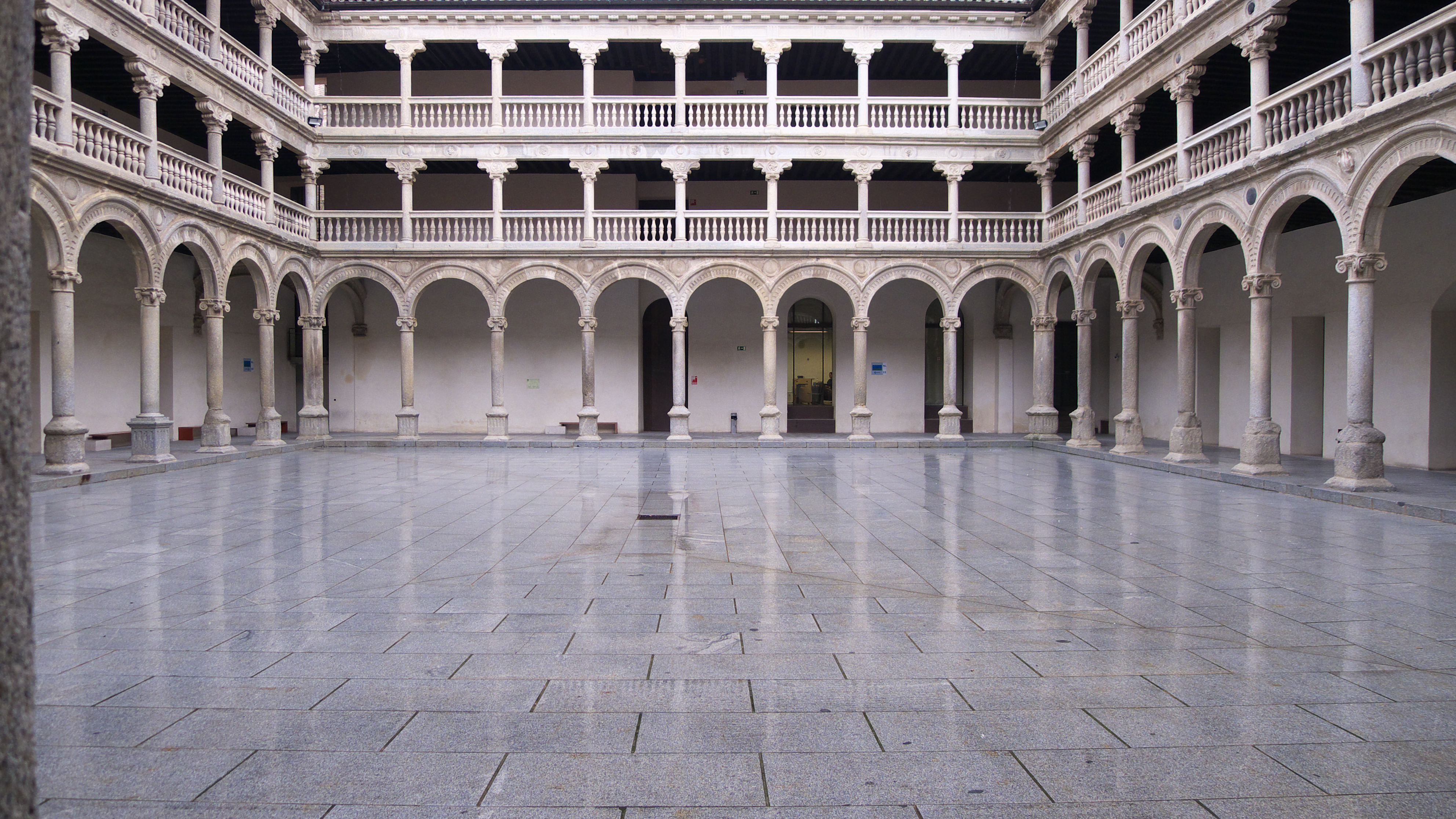
Alter Konventsteil „Silencio“

Das Kloster San Pedro Mártir in Toledo ist ein ehemaliges Dominikanerkloster, das ab 1407 durch Schenkungen und Ausweitungen zu einem der reichsten Klöster der Stadt wurde. Seit 1991 ist hier die Juristische und Sozialwissenschaftliche Fakultät der Universität Kastilien-La Mancha untergebracht.

## Geschichte

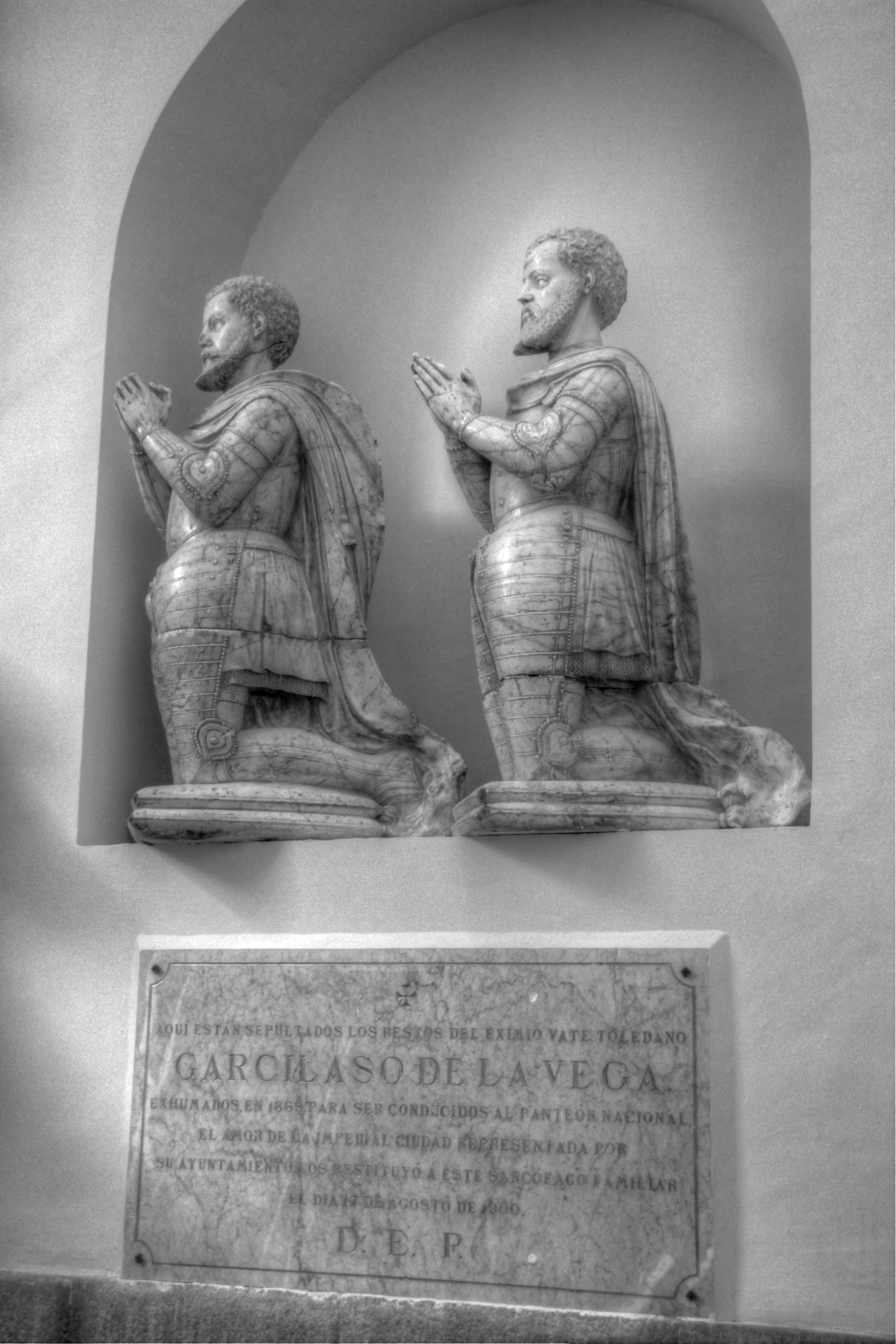
Grab Garcilaso de la Vega

Der Konvent wurde 1407 durch eine Grundstücksschenkung von Guiomar de Meneses gegründet. Das große Gelände wird von drei Höfen strukturiert, dem zum Eingang nächsten „Real“, dem kleinen „Silencio“ und dem Hof „Naranjos“ oder „Procesiones“. „Silencio“ ist der älteste Teil des Konvents mit drei Stockwerken. Der viel größere „Real“ wurde von Covarrubias und dessen Schüler ab 1541 gebaut. „Naranjos“ wurde Mitte des 18. Jahrhunderts völlig umgestaltet.
Die Kirche und die Sakristei wurden 1587 von Vergara el Mozo geplant und 1605 begonnen. Hier liegt der Dichter Garcilaso de la Vega begraben. Die Außentür der Kirche (Monegro) bildet ein reizvolles Ensemble mit dem benachbarten Mudéjar-Turm der Kirche San Román.

## Einzelbelege
1. ↑  Universidad de Castilla-La Mancha: Grado DERECHO. Abgerufen am 18. September 2020 (spanisch).

Koordinaten: 39° 51′ 29,2″ N, 4° 1′ 39″ W